# 斉藤知三郎
斉藤 知三郎（さいとう ともさぶろう、昭和22年（1947年）4月19日 - 平成13年（2001年）5月6日）は、日本の実業家。

## 来歴・人物
大昭和製紙2代目社長・斉藤了英の三男として静岡県吉原市（現富士市）に生まれた。早大理数科卒。大昭和製紙の監査役を務めた。2001年（平成13年）5月6日、胃がんのため東京都中央区の病院で54歳にて死亡。

## 家族・親族
知三郎は大昭和製紙創業者斉藤知一郎の孫にあたる。政治家の斉藤滋与史と元大昭和製紙社長の斉藤喜久蔵は叔父、政治家の斉藤斗志二は兄で元ジーク証券会長兼社長の斉藤四方司は弟。
妻は材木商・中曽根吉太郎の五女。吉太郎の弟、すなわち知三郎の妻の叔父は元首相の中曽根康弘。吉太郎の三女の夫、すなわち知三郎の義兄・川上冽は天文学者・平山信の孫にあたる。